# ソムトウ・スチャリトカル
ソムトウ・スチャリトカル（Somtow Sucharitkul、1952年12月30日 - ）は、タイの作曲家、指揮者および作家。「ソムトウ・スチャリトクル」や「S・P・ソムトウ」とも。作曲家としては映画音楽を製作。作家としては英語で執筆し、SF、ファンタジー、ホラーといったジャンルで小説を発表している。外交員の父親をもち、イギリスのイートン・カレッジ、ケンブリッジ大学で学ぶ。タイと米国の両方で市民権を持ち、ドイツ語も堪能。
2002年に結成されたサヤーム・フィルハーモニック管弦楽団の創始者でもある。

## 参加作品
- パズル
- 漂流教室

## 作品
未訳作品も多い。

### 長編
- 『スターシップと俳句（英語版）』Starship and HAIKU (1981) 冬川亘訳- ハヤカワ文庫SF（1984）。ローカス賞 第一長編部門受賞。
- 『ヴァンパイア・ジャンクション』Vampire Junction (1984) - 金子浩訳、創元推理文庫（2001） - 「S・P・ソムトウ」名義。

### 短編
- 「しばし天の祝福より遠ざかり・・・」Absent Thee from Felicity Awhile... (1981) -  『S-Fマガジン』1983年9月号（No.304）訳載、『タイム・トラベラー』（新潮文庫、1987）収録、『ここがウィネトカなら、きみはジュディ 時間SF傑作選』（早川書房、2010）収録。
- 「迷路街(モールワールド) の一日」A Day in Mallworld (1979) - 『SF宝石』1980年12月号（No.9）訳載。
- 「ダークタッチ」Darktouch (1980) - 『SF宝石』1981年4月号（No.11）訳載。
- 「チュイチャイ」Chui Chai (1991) - 『妖魔の宴 フランケンシュタイン編2』（竹書房、竹書房文庫スーパー・ホラー・シアター、1993）収録。「S・P・ソムトウ」名義。